# خوسيه لويس بينيدا سييرا
خوسيه لويس بينيدا سييرا (بالإسبانية: José Luis Pineda Sierra)‏ (4 فبراير 1990 بأكابولكو في المكسيك - ) هو لاعب كرة قدم مكسيكي في مركز الهجوم. لعب مع Venados F.C. ‏.

## وصلات خارجية
- خوسيه لويس بينيدا سييرا على موقع قاعدة بيانات كرة القدم.إي يو (الإنجليزية)